# 吉奥尔基十二世
吉奥尔基十二世（1746年11月10日—1800年12月28日），或通过英语翻译为乔治十二（英语：George XII）；有时被称为吉奥尔基十三世，第二位及最后一位卡尔特利和卡赫蒂国王（东格鲁吉亚国王）；统治格鲁吉亚的最后一任巴格拉季昂国王。他短暂的统治使得卡尔特利-卡赫蒂王国处在政治不稳定的状况下。由于其自身的健康问题及王国的政治因素，他再次请求俄皇保罗一世对自己的王国进行保护。
在他死后俄罗斯吞并格鲁吉亚。其余的格鲁吉亚王室势力，被强行离开格鲁吉亚，流亡到俄罗斯的各个地方。

## 早年生活与继位
吉奥尔基十二世于1746年11月10日出生在卡爾特利-卡赫蒂王國泰拉維，他是国王伊拉克略二世及安娜·阿巴希泽公主所生的长子。1766年，吉奥尔基被国王伊拉克略二世宣布为卡尔特利-卡赫蒂王国的巴托尼什维利王储，并任命他为潘巴克及洛里的领主。1770年，吉奥尔基参加了王国南部对奥斯曼帝国的远征军，虽然获得了军事上的胜利，但却没有什么功绩。1777年，吉奥尔基与他的异母弟弟格鲁吉亚的列文王子反击了反抗王国的克萨尼埃里斯塔维（等同于公爵爵位），并将克萨尼领地归为王室。
1798年1月11日，吉奥尔基的父王伊拉克略二世驾崩，作为王储的他正式继位，并于隔年1799年12月5日，在安契斯哈蒂聖殿加冕。在他继位之时，王国的首都第比利斯在波斯阿夫沙尔王朝的入侵后大部分地区仍然是处在于废墟状况。此次事件为卡爾特利-卡赫蒂王國转而投靠俄罗斯（乔治亚夫斯克条约），而放弃对波斯阿夫沙尔王朝等国家的依附的后果。

## 格鲁吉亚的混乱
吉奥尔基十二世在位的三年是格鲁吉亚历史上最混乱及不稳定的时代之一。与其英勇的父亲伊拉克略二世不一样，吉奥尔基在其臣民之中不算是受欢迎，很少人尊重他。由于吉奥尔基的过度肥胖及臃肿，他大多数时间都是病倒在首都第比利斯，并保持着对宗教狂热的虔诚。他常被继母达雷扬·达迪亚尼太后的阴谋所困扰。太后试图剥夺吉奥尔基后裔的继承权，并让她支持的儿子继位。众多的兄弟姐妹也使得吉奥尔基困扰。这些兄弟姐妹在他们伊拉克略二世所分封的领地中安身立命，并无视国王的权威。
糟糕的是，时任波斯沙阿的法特赫-阿里沙阿命令吉奥尔基把他的大儿子大卫送到德黑兰作为人质，并恢复对波斯的附庸。在吉奥尔基登基之后，沙阿给他写信说：
我们崇高的军队将再次进入你们的土地，就像是在阿迦·穆罕默德汗时代所发生的一样，因此你们将受到更加严重的破坏，格鲁吉亚将会被歼灭，格鲁吉亚人民将臣服在我们的愤怒之下。
因此，在王国内部的混乱及敌国的威胁下，他开始恐惧。因此，吉奥尔基被迫的得出结论，为了确保王国的存亡，他觉得王国不只是单单为俄罗斯帝国的附庸国。在当时，许多希望与俄罗斯结盟的政治家的幻想破灭了。因为俄罗斯在1795年的波斯入侵没有提供支持。
此外，国王的健康问题也使得王位继承发生了问题。使得格鲁吉亚贵族分成两个党派，一个支持吉奥尔基的长子大卫；而另一个支持吉奥尔基的异母弟弟格鲁吉亚的伊伦王子。

## 与俄罗斯的结盟
为了保证儿子大卫的继承权，又避免王国内部的纷争，因此吉奥尔基派出大使前往俄罗斯与保罗一世进行谈判。这一次俄罗斯帝国政府对于格鲁吉亚展现出了更多的兴趣。因为拿破仑一世对埃及的远征使得保罗一世将目光转向到中东地区。1799年1月，俄罗斯的一个小军队到达了格鲁吉亚首都第比利斯，沙皇特使彼得·伊万诺维奇·科瓦伦斯接管了格鲁吉亚的外交策略。
1800年，吉奥尔基十二世驾崩，长子大卫宣布自己为摄政王。新任俄皇亚历山大一世拒绝让大卫继位为新任格鲁吉亚国王。1801年，俄罗斯吞并格鲁吉亚。格鲁吉亚王室成员被流放到俄罗斯各处。

## 婚姻与子女后代
吉奥尔基有过两次婚姻
第一段婚姻，与凯特万·安德罗尼卡什维利子女：
- 摄政王大卫（1767年7月1日—1819年5月25日），格鲁吉亚卡赫蒂系王位觊觎者，称大卫十二
- 约安尼王子（1819年5月13日—1830年2月15日），格鲁吉亚卡赫蒂系王位觊觎者，称约安尼二世

## 头衔称号的交接
| 吉奥尔基十二世 巴格拉季昂王朝出生于：1746年11月10日逝世於：1800年12月28日 | 吉奥尔基十二世 巴格拉季昂王朝出生于：1746年11月10日逝世於：1800年12月28日 | 吉奥尔基十二世 巴格拉季昂王朝出生于：1746年11月10日逝世於：1800年12月28日 |
| 統治者頭銜                                                                | 統治者頭銜                                                                | 統治者頭銜                                                                |
| ------------------------------------------------------------------------- | ------------------------------------------------------------------------- | ------------------------------------------------------------------------- |
| 前任者： 伊拉克略二世                                                     | 格鲁吉亚统治者 卡尔特利-卡赫蒂国王 1798年1月11日-1800年12月28日           | 繼任： 保罗一世                                                           |
| 前任者： 伊拉克略二世                                                     | 格鲁吉亚统治者 卡尔特利-卡赫蒂国王 1798年1月11日-1800年12月28日           | 繼任： 大卫十二                                                           |
| 前任者： 伊拉克略二世                                                     | 巴格拉季昂家族领袖 1798年1月11日-1800年12月28日                           |                                                                           |